# 브라질 축구 연맹

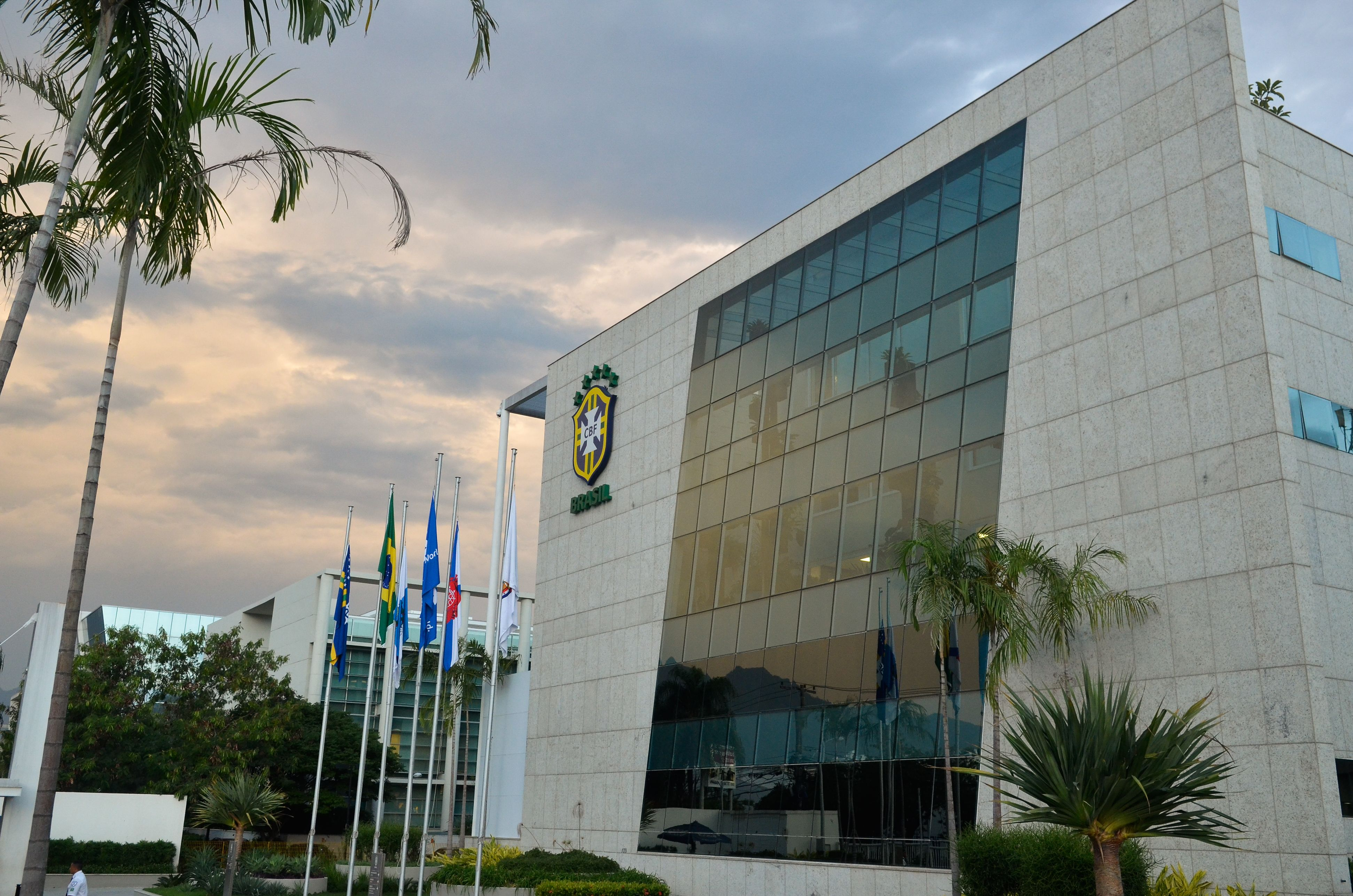

브라질 축구 연맹(포르투갈어: Confederação Brasileira de Futebol 콘페데라상 브라질레이라 지 푸치보우[*], CBF)은 브라질의 축구 협회로써, 리우데자네이루의 바라다치주카(Barra da Tijuca) 지역에 본부를 두고 있다. 1914년 8월 20일 처음 창설되었고, 조직이 처음 생겼을 때의 이름은 브라질 체육협회(Confederação Brasileira de Desportos, CBD)로 알바로 자미트(Álvaro Zamith)가 첫 회장이었다. 협회는 브라질 세리 A, 브라질 세리 B 등 브라질 전국 축구 선수권(Campeonato Brasileiro de Futebol)와 컵 대회인 코파 두 브라질을 운영하고 있으며, 산하에 각 주별 축구협회를 두고 있다. 또한 남녀 각급 축구 대표팀에 대해서도 관여하고 있다.
브라질 축구 국가대표팀은 FIFA 월드컵에서 다섯 차례 우승하여 축구협회 문장에 다섯 개의 별을 새길 수 있게 하였고, 그 밖에 코파 아메리카 8회, 컨페더레이션스컵 2회 우승 등 세계 축구 최강국의 위치를 누리고 있다.
2007년 9월 29일부터 축구협회는 여자 리그와 컵대회를 출범시켰다.

## 같이 보기
- 브라질 축구 리그 시스템
- 브라질 축구 국가대표팀
- 브라질 여자 축구 국가대표팀
- 1950년 FIFA 월드컵
- 2013년 FIFA 컨페더레이션스컵
- 2014년 FIFA 월드컵